# José María Carrascal Rodríguez
José María Carrascal Rodríguez   (El Vellón, 8 de desembre de 1930 - Madrid, 3 de novembre de 2023) fou un escriptor i periodista espanyol de línia conservadora.

## Biografia
El 1947 la seva família es va traslladar a Barcelona on el seu pare Antonio va ostentar el càrrec de director de l'Escola Collaso i Gil, al carrer de Sant Pau, al costat de l'església de Sant Pau del Camp. Mentre vivia al Poble Sec va començar els seus estudis de Filosofia i de Nàutica a la capital catalana, acabant només aquests últims. Va realitzar els seus viatges de pràctica en el vapor Vizcaya passant per diverses ciutats i ports. El 1957 va fixar la seva residència a Berlín, on va realitzar labors de traducció i va fer de mestre de castellà. El 1958 va començar a treballar a Alemanya com a corresponsal dels diaris Pueblo i Diari de Barcelona. El 1966 es va traslladar a Nova York on va ser corresponsal de Pueblo durant 10 anys. El 1969 va aconseguir la diplomatura com periodista per l'Escola Oficial de Periodisme. Va continuar a Nova York com a corresponsal del diari ABC, de Ràdio Televisió Espanyola i de la cadena de ràdio Antena 3.
El 1989 va tornar dels Estats Units i es va establir de nou a Espanya on va presentar Noticias a las ocho del canal de televisió Antena 3 i el 1990 va passar a dirigir les Noticias de la noche fins al 1997. El 1996, durant uns mesos va presentar el programa Todos somos humanos  amb Javier Sardà. En finalitzar la dècada dels 90, Carrascal va anar desapareixent gradualment dels informatius de televisió, orientant la seva carrera periodística cap a l'article i la premsa escrita.
Va escriure articles per al diari La Razón i, més tard, per a l{'}ABC. El 24 de juny de 2014 va plantar i va apadrinar un arbre amb el seu nom al Parc de la Comunicació, a Boiro (La Corunya), l'únic parc d'Espanya creat per periodistes, convidat pel Club Expopress de Periodistes de Galícia. El 2017 tornà a la televisió com a convidat en un homenatge realitzat a Viva la vida a Telecinco. En la mateixa cadena va ser entrevistat, el dia 29 de març de 2018, per Paz Padilla a l'espai Sálvame.

## Obra
Ha escrit diferents llibres, entre altres:
- El capitán que nunca mandó un barco (1971).
- Groovy (1972).
- Mientras tenga mis piernas (1975).
- USA Super star (1975).
- La aventura norteamericana (1982).
- La agonía del felipismo (1995).
- Nunca volverás a casa (1997).
- Cartas españolas a mi mujer (1998).
- Franco. 25 años después (1999).
- La era Aznar (2000).
- Jubilación, la vida sigue (2002).
- La Batalla de Gibraltar (2012).
- La historia de España que no nos contaron (2015).
- El Mundo visto a los 80 años (2016)
- Todavía puedo (2018)

## Premis
- Premi Nadal (1972), per la seva novel·la Groovy
- Premi Ciutat de Barcelona de Novel·la (1973), per la seva novel·la Groovy
- Premio Mariano de Cavia
- XVI Premio Puro de Cora de Periodisme, atorgat per El Progreso. (2009)
- Premio Antena de Oro de televisión
- Premio Nacional Emilio Romero-Periodista del Año (1992)
- Premio Periodista Audiovisual (1993-94) de l'Associació Nacional d'Informadors Gràfics